# 小出浩祐
小出 浩祐（こいで　こうすけ、1990年9月9日 - ）は、日本の俳優。埼玉県川口市出身。血液型は、A型。

## 経歴
- 埼玉県川口市出身、埼玉県立伊奈学園総合高等学校卒業。中学、高校で陸上競技部に所属。

高校卒業後、山野美容専門学校に通うが中退。四ッ谷アクターズクリニック(当時==塩屋俊主宰==)で演技を学びはじめる。太田プロの1ヶ月間のワークショップオーディションにより、太田プロ俳優部所属となる。

## 人物
- 好きな邦画はぼくたちの家族、百万円と苦虫女、ゆれる。洋画はクラッシュ。
- 趣味は、ドライブ、運動、読書。
- 特技は、鳥肌を自由に出すこと。口笛。中国語 HSK6級

## 出演

### テレビドラマ
- ハンチョウ〜警視庁安積班〜6・第3話（2013年1月28日）被害者 佐久間 役
- ドクターX〜外科医・大門未知子〜（2014年10月9日‐）レギュラー西医局員 長谷川直樹 役

### バラエティ
- 志村けんのバカ殿様 (2018年1月)町人役

### 映画
- 恋人たち (2015年11月14日公開) ゲイの浩介役
- 泣き虫ピエロの結婚式 (2016年9月24日公開) バーベキューの友人役
- うつろいの標本箱 (2016年10月29日公開)

### CM
- 明治 たけのこの里・きのこの山・入社式編（2014年4月）新入社員 役
- ユニバーサル・ピクチャーズ 僕のワンダフル・ライフ日本TVCM(2017年9月)犬の飼い主役
- 三井アウトレットパーク冬のセール編　(2017年11月)
- ケンタッキーフライドチキン クリスマス編　(2017年12月)カップル役

### 舞台
- 東京の空 (2014年4月 池田千尋監督) 本田役